# Свертушка рудобока
Све́ртушка рудобока (Poospizopsis hypocondria) — вид горобцеподібних птахів родини саякових (Thraupidae). Мешкає в Болівії і Аргентині.

## Підвиди

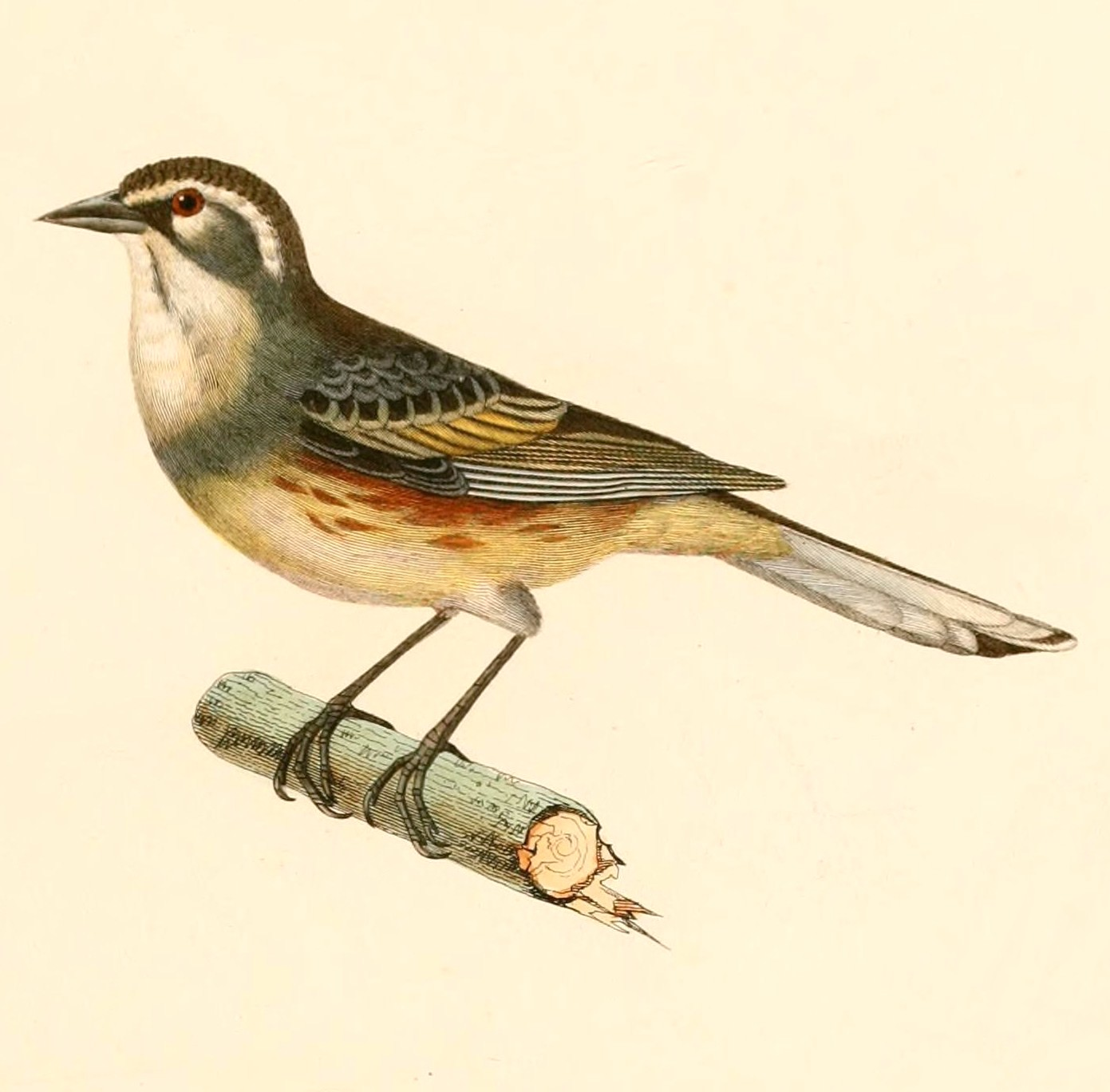
Рудобока свертушка (малюнок 1847 року)

Виділяють два підвиди:
- P. h. hypocondria (d'Orbigny & Lafresnaye, 1837) — Болівійські Анди (від південного Ла-Пасу до західної Тарихи);
- P. h. affinis (Berlepsch, 1906) — Анди на північному заході Аргентини (на південь до Мендоси), також в горах Сьєррас-де-Кордова[en].

## Поширення і екологія
Рудобокі свертушки живуть у високогірних чагарникових заростях Анд. Зустрічаються на висоті від 2500 до 4200 м над рівнем моря.